# Petr Kolínský
Mgr. Petr Kolínský (* 2. června 1953 v Děčíně) je český scénograf, architekt, malíř, grafik, designér a pedagog.

## Život
Narodil se do učitelské rodiny, v níž vyrůstal se čtyřmi dalšími dětmi. Na Divadelní fakultě Akademie múzických umění (DAMU) vystudoval obor scénografie a na fakultě též 16 let pedagogicky působil a zastával i funkci tajemníka katedry. Vyučuje ale i na středních školách. Je člen hodnotitelských komisí (porot) či lektorem workshopů zaměřených na vzdělávání amatérských divadelníků. Vedle toho byl 3 roky konzultantem výboru pro vzdělávání Parlamentu České republiky.
Je tvůrcem scénických a kostýmních výprav, grafických návrhů a výstavních realizací či architektonických projektů pro divadelní představení a filmová natáčení. Byl spolupracovníkem režisérů Karla Smyczka (televizní seriál Dobrá čtvrť), Otakara Vávry, Jitky Němcové, Věry Chytilové (film Kopytem sem, kopytem tam), Antonína Moskalyka, Jiřího Stracha, Ladislava Smočka nebo Jiřího Krejčíka. Projekčně se účastnil příprav výstav v Národním, Náprstkově či Uměleckoprůmyslovém muzeu a na Pražském hradě. Výstavy, které realizoval (kupříkladu „Relikviář sv. Maura – proces restaurování“ a „Korunovační klenoty“ na Pražském hradě nebo „Starověké bronzy z asijských stepí“, „Humor a legendy v Japonském umění – Necuke“ a „Indie – země tradic“ v Náprstkově muzeu), jsou oceňovány pro svoji odbornou názornost a jejich významné didaktické působení. Vytvořil též grafické návrhy plakátů, log a značek, ale i hudebních nosičů. Je autorem výtvarných děl (především portrétů) či oděvů a šperků (například pro pěvkyni Magdalenu Koženou). Jeho díla jsou součástí především soukromých sbírek. Napsal dílo „Kostým a herecká tvorba“ a je též ilustrátorem některých dílů encyklopedie „Dějiny odívání“ autorky Ludmily Kybalové.
S manželkou Rut vychovávají celkem pět dětí – Terezii, Josefa, Jana, Annu a Viktorii.